# Charmed (serial telewizyjny 2018)
Charmed – amerykański serial fantasy wyprodukowany przez Poppy Productions, Reveal Entertainment, Propagate oraz CBS Studios, który jest rebootem serialu Czarodziejki z lat 1998–2006. Premiera serialu nastąpiła 14 października 2018 roku na kanale The CW. W Polsce serial nie był emitowany w telewizji, ani udostępniony w streamingu.

## Fabuła
Fabuła serialu opowiada historię o trzech siostrach, które po tragicznej śmierci matki dowiadują się, że są czarodziejkami.

## Obsada

### Główna
- Melonie Diaz jako Melanie "Mel" Vera[2]
- Madeleine Mantock jako Macy Vaughn[3]
- Sarah Jeffery jako Maggie Vera[4]
- Ser'Darius Blain jako Galvin Burdette[5]
- Ellen Tamaki jako Niko Hamada[6]
- Rupert Evans jako Harry Greenwood[7]
- Nick Hargrove jako Parker[8]

### Role drugoplanowe
- Charlie Gillespie jako Brian[6]
- Natalie Hall jako Lucy
- Brendon Zub jako detektyw Bailey

### Występy gościnne
- Valerie Cruz jako Marisol Vera
- Craig Parker[9] jako Alastair Caine

## Produkcja
Pod koniec stycznia 2018 roku, stacja The CW zamówiła pilotowy odcinek rebootu serialu Czarodziejki.
Na połowie lutego 2018 roku, poinformowano, że Ser’Darius Blain otrzymał rolę Galvina Burdette, faceta Macy. W tym samym miesiącu, ogłoszono, że Melonie Diaz, Sarah Jeffery oraz Rupert Evans dołączyli do obsady. W marcu 2018 roku, ogłoszono, że w serialu zagrają: Madeleine Mantock jako Macy Vaughn, Ellen Tamaki jako Niko Hamada i Charlie Gillespie jako Brian.
12 maja 2018 roku stacja The CW zamówiła serial na sezon telewizyjny na sezon 2018/19, którego emisja została zaplanowana na jesień 2018 roku. Pilotowy odcinek serialu został wyemitowany 14 października 2018 roku.
Na początku października 2018 roku, poinformowano, że Nick Hargrove dołączył do stałej obsady "Charmed", zagra szefa jednego z bractw.
W dniu 31 stycznia 2019 roku potwierdzono produkcję drugiego sezonu, zaś na początku stycznia 2020 roku stacja The CW ogłosiła zamówienie trzeciego.

## Przegląd sezonów
| Sezon | Sezon | Odcinki | Premierowa emisja w Stanach Zjednoczonych (The CW) | Premierowa emisja w Stanach Zjednoczonych (The CW) |
| Sezon | Sezon | Odcinki | Premiera sezonu                                    | Finał sezonu                                       |
| ----- | ----- | ------- | -------------------------------------------------- | -------------------------------------------------- |
|       | 1     | 22      | 14 października 2018                               | 19 maja 2019                                       |
|       | 2     | 19      | 11 października 2019                               | 1 maja 2020                                        |
|       | 3     | 18      | 24 stycznia 2021                                   | 23 lipca 2021                                      |
|       | 4     | 13      | 11 marca 2022                                      | 10 czerwca 2022                                    |

## Lista odcinków

### Sezon 1 (2018-2019)
| Nr | #  | Tytuł oryginalny       | Reżyseria       | Scenariusz                                                           | Premiera (The CW)    |
| -- | -- | ---------------------- | --------------- | -------------------------------------------------------------------- | -------------------- |
| 1  | 1  | Pilot                  | Brad Silberling | Jessica O'Toole, Amy Rardin, Jennie Snyder Urman, Constance M. Burge | 14 października 2018 |
| 2  | 2  | Let This Mother Out    | Vanessa Parise  | Jessica O'Toole, Amy Rardin                                          | 21 października 2018 |
| 3  | 3  | Sweet Tooth            | Norman Buckley  | Joey Falco                                                           | 28 października 2018 |
| 4  | 4  | Exorcise Your Demons   | Melanie Mayron  | Marcos Luevanos                                                      | 4 listopada 2018     |
| 5  | 5  | Other Women            | Amyn Kaderali   | George Northy                                                        | 11 listopada 2018    |
| 6  | 6  | Kappa Spirit           | Jeffrey W. Byrd | Emmylou Diaz                                                         | 18 listopada 2018    |
| 7  | 7  | Out of Scythe          | Jamie Travis    | Sarah Goldfinger                                                     | 25 listopada 2018    |
| 8  | 8  | Bug A Boo              | Vanessa Parise  | Zoe Marshall                                                         | 2 grudnia 2018       |
| 9  | 9  | Jingle Hell            | Michael Lange   | Jessica O'Toole, Amy Rardin                                          | 9 grudnia 2018       |
| 10 | 10 | Keep Calm and Harry On | Vanessa Parise  | Allyssa Lee                                                          | 20 stycznia 2019     |
| 11 | 11 | Witch Perfect          | Gina Rodriguez  | Natalia Fernandez                                                    | 27 stycznia 2019     |
| 12 | 12 | You're Dead to Me      | Brad Silberling | Michael Reisz                                                        | 17 lutego 2019       |
| 13 | 13 | Manic Pixie Nightmare  | Melanie Mayron  | Jessica O'Toole & Amy Rardin                                         | 3 marca 2019         |
| 14 | 14 | Touched by a Demon     | Stuart Gillard  | Joey Falco                                                           | 10 marca 2019        |
| 15 | 15 | Switches & Stones      | Claudia Yarmy   | George Northy                                                        | 17 marca 2019        |
| 16 | 16 | Memento Mori           | Norman Buckley  | Emmylou Diaz                                                         | 24 marca 2019        |
| 17 | 17 | Surrender              | Megan Follows   | Sarah Goldfinger                                                     | 31 marca 2019        |
| 18 | 18 | The Replacement        | Greg Beeman     | Zoe Marshall, Marcos Luevanos                                        | 21 kwietnia 2019     |
| 19 | 19 | Source Material        | Stuart Gillard  | Natalia Fernandez, Allyssa Lee                                       | 28 kwietnia 2019     |
| 20 | 20 | Ambush                 | Jeff Byrd       | Mia Katherine Iverson                                                | 5 maja 2019          |
| 21 | 21 | Red Rain               | Anya Adams      | Michael Reisz                                                        | 12 maja 2019         |
| 22 | 22 | The Source Awakens     | Vanessa Parise  | Jessica O'Toole, Amy Rardin, Carter Covington                        | 19 maja 2019         |

### Sezon 2 (2019-2020)
| Nr | #  | Tytuł oryginalny                         | Reżyseria           | Scenariusz                                   | Premiera (The CW)    |
| -- | -- | ---------------------------------------- | ------------------- | -------------------------------------------- | -------------------- |
| 23 | 1  | Safe Space                               | Stuart Gillard      | Liz Kruger, Craig Shapiro                    | 11 października 2019 |
| 24 | 2  | Things To Do In Seattle When You're Dead | Nick Gomez          | Joey Falco                                   | 18 października 2019 |
| 25 | 3  | Careful What You Witch For               | Gina Lamar          | Nicki Renna                                  | 25 października 2019 |
| 26 | 4  | Deconstructing Harry                     | Ken Fink            | Natalia Fernandez, Jeffrey Lieber            | 1 listopada 2019     |
| 27 | 5  | The Truth about Kat and Dogs             | Tessa Blake         | Johanna Lee                                  | 8 listopada 2019     |
| 28 | 6  | When Sparks Fly                          | Brandi Bradburn     | Jessica O'Toole, Amy Rardin                  | 15 listopada 2019    |
| 29 | 7  | Past is Present                          | PJ Pesce            | Natalia Fernandez, Blake Taylor              | 22 listopada 2019    |
| 30 | 8  | The Rules of Engagement                  | Kelli Williams      | Zoe Marshall                                 | 6 grudnia 2019       |
| 31 | 9  | Guess Who's Coming to SafeSpace Seattle  | Michael Goi         | Carolyn Townsend                             | 17 stycznia 2020     |
| 32 | 10 | Curse Words                              | Doug Aarniokoski    | Aziza Aba Butain, Joey Falco                 | 24 stycznia 2020     |
| 33 | 11 | Dance Like No One is Witching            | Michael Allowitz    | Christina Piña, Nicki Renna                  | 31 stycznia 2020     |
| 34 | 12 | Needs to Know                            | Jeff Byrd           | Johanna Lee, Jessica O'Toole, Amy Rardin     | 7 lutego 2020        |
| 35 | 13 | Breaking the Cycle                       | Joseph E. Gallagher | Blake Taylor                                 | 21 lutego 2020       |
| 36 | 14 | Sudden Death                             | Stacey N. Harding   | Tommy Cook, Jeffrey Lieber                   | 28 lutego 2020       |
| 37 | 15 | Third Time's The Charm                   | Stuart Gillard      | Carolyn Townsend                             | 27 marca 2020        |
| 38 | 16 | The Enemy of My Frenemy                  | Felix Alcala        | Bianca Sams                                  | 3 kwietnia 2020      |
| 39 | 17 | Search Party                             | Craig Shapiro       | Aziza Aba Butain, Nicki Renna                | 10 kwietnia 2020     |
| 40 | 18 | Don't Look Back in Anger                 | Rupert E.C. Evans   | Joey Falco, Zoe Marshall                     | 17 kwietnia 2020     |
| 41 | 19 | Unsafe Space                             | Joseph E. Gallagher | Jessica O'Toole, Amy Rardin & Christina Piña | 1 maja 2020          |

### Sezon 3 (2021)
| Nr | #  | Tytuł                                               | Premiera (The CW) |
| -- | -- | --------------------------------------------------- | ----------------- |
| 42 | 1  | An Inconvenient Truth                               | 24 stycznia 2021  |
| 43 | 2  | Someone's Going to Die                              | 31 stycznia 2021  |
| 44 | 3  | Triage                                              | 14 lutego 2021    |
| 45 | 4  | You Can't Touch This                                | 21 lutego 2021    |
| 46 | 5  | Yew Do You                                          | 28 lutego 2021    |
| 47 | 6  | Private Enemy No. 1                                 | 14 marca 2021     |
| 48 | 7  | Witch Way Out                                       | 21 marca 2021     |
| 49 | 8  | O, The Tangled Web                                  | 28 marca 2021     |
| 50 | 9  | No Hablo Brujeria                                   | 11 kwietnia 2021  |
| 51 | 10 | Bruja-Ha                                            | 18 kwietnia 2021  |
| 52 | 11 | Witchful Thinking                                   | 7 maja 2021       |
| 53 | 12 | Spectral Healing                                    | 14 maja 2021      |
| 54 | 13 | Chaos Theory                                        | 21 maja 2021      |
| 55 | 14 | Perfecti Is the Enemy of Good                       | 11 czerwca 2021   |
| 56 | 15 | Schrodinger's Future                                | 18 czerwca 2021   |
| 57 | 16 | What to Expect When You're Expecting the Apocalypse | 25 czerwca 2021   |
| 58 | 17 | The Storm Before the Calm                           | 16 lipca 2021     |
| 59 | 18 | I Dreamed a Dream...                                | 23 lipca 2021     |

### Sezon 4 (2022)
| Nr | #  | Tytuł                                    | Premiera (The CW) |
| -- | -- | ---------------------------------------- | ----------------- |
| 60 | 1  | Not That Girl                            | 11 marca 2022     |
| 61 | 2  | You Can't Go Home Again                  | 18 marca 2022     |
| 62 | 3  | Unlucky Charmed                          | 25 marca 2022     |
| 63 | 4  | Ripples                                  | 1 kwietnia 2022   |
| 64 | 5  | The Sisterhood of the Traveling Sandwich | 8 kwietnia 2022   |
| 65 | 6  | The Tallyman Cometh                      | 15 kwietnia 2022  |
| 66 | 7  | Cats and Camels and Elephants, Oh My...  | 29 kwietnia 2022  |
| 67 | 8  | Unveiled                                 | 6 maja 2022       |
| 68 | 9  | Truth or Cares                           | 13 maja 2022      |
| 69 | 10 | Hashing it Out                           | 20 maja 2022      |
| 70 | 11 | Divine Secrets of the O.G. Sisterhood    | 27 maja 2022      |
| 71 | 12 | Be Kind. Rewind.                         | 3 czerwca 2022    |
| 72 | 13 | The End is Never the End                 | 10 czerwca 2022   |